# Eyvindr skáldaspillir
Eyvindr Finnsson skáldaspillir was een Noorse Skald uit de tiende eeuw. Hij was de hofdichter van Haakon de Goede.
Van hem overgeleverde werken zijn:
- Hákonarmál - ter nagedachtenis aan Haakon de Goede, beschrijft Haakons aankomst in het Walhalla
- Háleygjatal - beschrijft het voorgeslacht van Haakon de Goede, tot aan Odin. Het gedicht vertoont overeenkomsten met het eerdere Ynglingatal.

Eyvindr leunt sterk op voorgaande dichters. Zijn bijnaam skáldaspillir, betekent "Skald-verpester" en wordt ook wel vertaald als de plagiaatpleger.
- Bibliothèque nationale de France: cb122565281 (data)
- Gemeinsame Normdatei: 118940198
- International Standard Name Identifier: 0000 0000 9460 0533
- Library of Congress Control Number: n92019252
- Nederlandse Thesaurus van Auteursnamen: 185852424
- Système universitaire de documentation: 031329268
- Virtual International Authority File: 58268698
- WorldCat: E39PBJvMvjyghDBgt76gpHpQMP